# Paula Franzese
Paula Ann Franzese es una profesora de derecho estadounidense, especializado en bienes inmobiliarios y ética. Ella ocupa la cátedra Peter W. Rodino de la Facultad de Derecho de la Universidad Seton Hall, y es profesora visitante de ciencias políticas en el Barnard College. 

## Estudios y nombramientos
Se graduó summa cum laude, como miembro Phi Beta Kappa del Barnard College en 1980, y se doctoró por la Universidad de Columbia en 1983. Franzese fue nombrada presidente de la recién habilitada Comisión de Ética del Estado, por el gobernador de Nueva Jersey, Jon Corzine, en 2006. Anteriormente, fue nombrada Consejera Especial de Ética para el gobernador de Nueva Jersey, Richard Codey.
En mayo de 2009, fue elegida miembro del Colegio Estadounidense de Abogados de Bienes Inmobiliarios, un honor muy codiciado.

## Área de trabajo
Ha destacado por las relaciones entre la propiedad inmobiliaria y las cuestiones éticas. Otros temas sobre los que se ha especializado son las comunidades de interés común, las asociaciones de propietarios y el dilema de la privatización, el derecho de servidumbre, la división en zonas de exclusión, el alojamiento asequible, la doctrina de la posesión adversa y el derecho de recaudaciones.
Es una conferencista frecuente y ha dirigido coloquios sobre estos temas en reuniones profesionales.
En 2006, fue nombrada miembro de la junta editorial de Land Use and Environmental Law Review, una prestigiosa revista revisada por pares académicos.

## Publicaciones
Tiene numerosas publicaciones sobre la anatomía de la reforma ética del gobierno local y estatal, y en los ámbitos de la pedagogía jurídica y la profesionalidad del abogado.
Entre sus publicaciones destaca el libro de casos prácticos, La Ley de la Propiedad y el Interés Público (Property Law and the Public Interest, 3 ª ed., Lexis, 2007), (escrito junto a David L. Callies, Daniel Mandelker y Gordon Hylton) que se anuncia como uno de los primeros en explorar las dimensiones de interés público de la ley de Propiedad. 
Tiene contribuciones en diversos libros colectivos: America's Second Gilded Age?; Perspectives on Law and Class Differences (NYU Press, 2006), The Affective Assistance of Counsel: Practicing Law as a Healing Profession (Carolina Academic Press, 2007), Reaction and Reform in New Jersey (Hall Institute, 2007) y What America Means to Me (Dog Ear Publishing, 2009); colecciones audiovisuales sobre temas de propiedad (Thomson, 2003).

## Premios y distinciones
Ha recibido en nueve ocasiones el premio al Profesor del año, del Colegio de Abogados.
Ha sido nominada para el Premio Robert Foster Cherry como enseñante de calidad, ha sido nombrada "Maestra Ejemplar" por la Asociación Americana de Educación Superior; y el New Jersey Law Journal la nominó como primera profesora de derecho de Nueva Jersey.